# 레이켈리47
레이켈리47(Leikeli47)는 미국의 래퍼이다.

## 음반 목록
- Wash & Set (2017)
- Acrylic (2018)